# Lamballe
Lamballe  es una antigua comuna nueva francesa situada en el departamento de Costas de Armor, en la región de Bretaña.

## Historia
El 1° de enero de 2016 la comuna nueva de Lamballe fue creada por la fusión de la comuna de Meslin y la comuna delegada de Lamballe.
El uno de enero de 2019 fue suprimida al fusionarse con las comunas de Morieux y Planguenoual, pasando sus comunas delegadas a formar parte de la comuna nueva de Lamballe-Armor.

## Clima y Geografía
Comuna ubicada en Bretaña, a 80 kilómetros de Rennes y 20 kilómetros de Saint-Brieuc, en el departamento francés Costas de Armor. 
Lamballe, debido a su ubicación geográfica y relieve natural en una cuenca, disfruta de un microclima con una baja precipitación, distribuida de manera bastante uniforme a lo largo del año y con un mínimo en verano. La temperatura promedio anual es de 11,8 °C. Los veranos son relativamente cálidos, con temperaturas medias máximas de julio y agosto entre 23 °C y 24 °C. Las precipitaciones anuales promedio rondan los 660 mm, notablemente por debajo de la media nacional. La exposición al sol es moderada, alrededor de 1,700 horas al año. El año más seco registrado fue 1989, con tan solo 441,5 mm de precipitación.
Este microclima peculiar y las condiciones climáticas de Lamballe han contribuido a su singularidad geográfica, afectando las actividades agrícolas y el estilo de vida de sus habitantes. La baja pluviometría y las temperaturas relativamente suaves hacen de Lamballe un lugar atractivo desde el punto de vista climático, ofreciendo un entorno particularmente favorable para diversas actividades al aire libre.

## Composición
| Comuna delegada | Código INSEE | Población (2013) | Superficie (km²) | Densidad (hab./km²) |
| --------------- | ------------ | ---------------- | ---------------- | ------------------- |
| Lamballe        | 22093        | 12217            | 76.29            | 60                  |
| Meslin          | 22151        | 995              | 13.92            | 71                  |

## Historia

### Prehistoria y Antigüedad
La historia de Lamballe se remonta al Neolítico. Se añaden a los vestigios galorromanos del siglo I al siglo III d. C. aquellos de La Tourelle, descubiertos hace siete años, que permitieron sacar a la luz vestigios de la Edad de Hierro (800 a 400 a. C.) y de la Edad de Bronce (1.100 a 800 a. C.). Se evidencia un periodo de ocupación relativamente prolongado en una zona que podría estar relacionada con la del Grand-Chalet, actualmente en proceso de excavación. (Cerca de La Mare: el yacimiento galorromano está marcado por tegulae, escorias y fragmentos de cerámica común. Cerca de La Villebily: yacimiento de tegulae. Cerca del Champ de la Bataille: yacimiento de tegulae. Saint-Aaron, cerca de La Villedy: yacimiento que proporciona tegulae, cerámica común y sigilata).

### Edad Media
El verdadero auge de Lamballe tiene lugar en el siglo XI, cuando se elige el sitio para la construcción de una fortaleza, destinada a controlar el este del territorio recién creado de los Eudonides.
En 1337, Olivier de Tournemine, señor de La Hunaudaye, y su esposa Isabelle de Machecoul fundan el convento de los Agustinos de Lamballe.
En 1435, Jean V, duque de Bretaña, funda la Colegiata de Lamballe.
Ange Le Proust, Prior de los Agustinos de Lamballe, funda en 1697 la sociedad de las Hijas de San Tomás de Villanueva para revitalizar el servicio de los hospitales, que se encontraban en ruinas y abandonados.

### sigloXX
El monumento a los caídos rinde homenaje a 217 soldados que dieron sus vidas por la Patria:
- 178 perdieron la vida durante la Primera Guerra Mundial, incluyendo 4 soldados que perecieron en el mar.
- 30 fallecieron durante la Segunda Guerra Mundial, con 1 soldado que perdió la vida en el mar.
- 1 perdió la vida en la Guerra de Argelia.
- 6 murieron en la Guerra de Indochina.
- 1 falleció en el conflicto en Líbano.
- 1 perdió la vida en las tropas de ocupación en Alemania.

## Población y sociedad

### Demografía
| Gráfica de evolución demográfica de Lamballe entre 1800 y 2014 |
|                                                                |

Los datos entre 1800 y 2013 son el resultado de sumar los parciales de las dos comunas que forman la nueva comuna de Lamballe, cuyos datos se han cogido de 1800 a 1999, para las comunas de Lamballe y Meslin de la página francesa EHESS/Cassini. Los demás datos se han cogido de la página del INSEE.

## Economía y industria
En el territorio de la comuna se encuentran:
- La sede de Cooperl Arc Atlantique.
- El matadero de Lamballe, considerado el mayor matadero porcino de Francia.
- La empresa Centigon (fundada en 1948 como Labbé), especializada en la fabricación de vehículos blindados, con un volumen de negocios de 28 millones de euros y 155 empleados en 2020.[9]

## Cultura local y patrimonio

### Lugares y monumentos

#### Patrimonio megalítico
- Pasaje cubierto de Chêne-Hut: Clasificado en 1963 como monumento histórico.
- Menhir de Guihalon: Clasificado en 1965 como monumento histórico .

#### Patrimonio Religioso
- Colegiata de Notre-Dame y su órgano de tribuna.
- Iglesia de San Martín.
- Iglesia de San Juan, con su campana de 1594 y su órgano de tribuna.
- Iglesia de San Blas en Trégomar y sus dos losas funerarias.

#### Patrimonio Civil
- Monumento a los Caídos.
- Castillo de la Moglais.
- Mansión de la Caillibotière en Saint-Aaron.
- Molino de viento de Saint-Lazare.
- Casa conocida como "La del Verdugo".

#### Cultura y Arte
- Museo Mathurin-Méheut y las grabaciones artísticas del artista.

Otros Lugares de Interés:
- Fuente de los tres caballos.
- Haras Nacional de Lamballe.

## Eventos Destacados

### Incidente con Manuel Valls y Vínculo con Augusto Pinochet
l 17 de enero de 2017, durante una visita del ex Primer Ministro Manuel Valls a la ciudad, fue abofeteado por Nolan Lapie, un joven de 18 años originario de la localidad. Posteriormente, Lapie intentaría postularse a las elecciones presidenciales francesas de 2017. Este incidente de la bofetada recibió amplia cobertura mediática en los días subsiguientes.
Se destaca también que el antiguo dictador chileno, Augusto Pinochet, se dice que es descendiente de una familia originaria de la localidad, la cual emigró a Chile en el siglo XVIII. Este vínculo histórico añade un elemento interesante a la conexión entre la comuna y una figura de relevancia internacional como Pinochet.